# Zethus ater
Zethus ater är en stekelart som först beskrevs av Brethes 1903.  Zethus ater ingår i släktet Zethus och familjen Eumenidae. Inga underarter finns listade i Catalogue of Life.